# 米哈伊尔·阿基缅科
米哈伊尔·谢尔盖耶维奇·阿基缅科（俄語：Михаи́л Сергее́вич Акиме́нко，1995年12月6日—）生于卡巴尔达-巴尔卡尔共和国普罗赫拉德内，是一名俄罗斯男子田径运动员，主攻跳高。他在六岁时被父亲带到田径教练处，开始练习跳高。2019年10月，他以授权中立运动员身份参加世界田径锦标赛，获得男子跳高银牌。